# Взятие Новгорода (1611)
Взятие Новгорода шведами — событие эпохи Смутного времени, повлекшее за собой шведскую оккупацию Новгорода с июля 1611 года до его возвращения Российскому царству по Столбовскому миру в 1617 году.

## Предыстория
По Выборгскому трактату 1609 года, заключённому между царём Василием Шуйским и Швецией, последняя соглашалась предоставить ему военную помощь в борьбе с Лжедмитрием II взамен на Корельский уезд. Так начался поход Делагарди в Россию. Шведский корпус воевал в составе войска князя Михаила Скопина-Шуйского, которому удалось очистить значительную часть России от войск Лжедмитрия II и деблокировать осаждённую Москву. Однако в битве при Клушине, состоявшейся после внезапной смерти молодого князя, русско-шведское войско потерпело поражение, после чего Василий Шуйский был свергнут, новое московское правительство Семибоярщина и Земской Собор на Сухаревом поле избрали польского королевича новым русским царём Владиславом Жигимонтовичем. Теперь уже в свою очередь король Сигизмунд прислал войско в Москву для защиты от Лжедмитрия II кремлёвского правительства Семибоярщины и подготовки коронации Владислава.
Якоб Делагарди счёл, что Россия не выполнила своих обязательств перед Швецией, и приступил к оккупации части русского северо-запада. Побудительными мотивами стали общее ослабление Российского государства, позволявшее проводить захватническую политику, соперничество с Речью Посполитой, а также личная заинтересованность шведских военачальников, в том числе Делагарди, в богатой военной добыче.
В октябре 1610 года новгородцев привели к присяге царю Владиславу Жигимонтовичу, в январе 1611 года после получения призывов Патриарха Гермогена Новгород восстал и установил самоуправление.

## Штурм Новгорода
В начале июня 1611 года войско Делагарди, состоявшее из шведских, финских, немецких и прочих наёмников (1750 человек конницы и 2400 человек пехоты), подступило к Новгороду и стало у Хутынского монастыря. Воеводой в городе был Иван Никитич Одоевский, руководивший гарнизоном численностью чуть более двух тысяч человек — казаков, дворян, астраханских стрельцов, а также небольшого числа татар и монастырских слуг. В распоряжении гарнизона была относительно многочисленная артиллерия, однако городские укрепления были ветхими.
К Делагарди от имени подмосковного Земского правительства во главе с Прокопием Ляпуновым был прислан воевода Василий Бутурлин, который вступил в переговоры со шведами. В обмен на военную помощь против поляков обсуждалось возведение на московский престол шведского королевича Карла Филиппа, а также передача Швеции Ладоги и Орешка. Однако новгородцы были возмущены территориальными уступками и отвергали планы соглашения Бутурлина. Переговоры зашли в тупик и Делагарди принял решение штурмовать город.
8 июля шведы пошли на штурм Окольного города, но он был отбит. 12 июля защитники города совершили вылазку. 16 июля Делагарди пошёл на второй решительный штурм. Небольшому отряду было поручено произвести отвлекающий манёвр с восточной стороны города. Другим отвлекающим манёвром была атака шведов на небольших судах на плавучую башню, поставленной защитниками на Волхове около Борисоглебской и Петровской башен. Воспользовавшись тем, что защитники сосредоточились на обороне восточной стороны и не ожидали нападения с запада, воины Делагарди пошли на штурм Окольного города сразу на нескольких участках. Наиболее успешно они действовали около Чудинцевых ворот, заложив несколько петард. Источники сообщают о помощи шведам со стороны некоего Ивашки Шваля, боярского холопа. В образовавшиеся бреши устремилась пехота, которая вскоре отбила у защитников Чудинцевы ворота и открыла их для сильной конницы Делагарди. Из башен Окольного города русские методично обстреливали шведов, однако после атаки конницы, которая начала быстро захватывать улицы, участь города, несмотря на упорные очаги сопротивления, была предрешена. В городе начались пожар и общая паника. Ратники Бутурлина, у которого изначально не задались отношения с Одоевским, после непродолжительного сопротивления шведам бежали на Торговую сторону, попутно ограбив её, а затем отступили к Ярославлю. Быстрым ударом шведы овладели Великим мостом через Волхов, отрезав оставшимся защитникам путь к отступлению.
Взяв Окольный город, Делагарди вступил в переговоры с людьми князя Одоевского, засевшими в детинце. Из-за бесперспективности дальнейшего сопротивления было заключено соглашение, по которому Делагарди 17 июля вступил в детинец. Новгород полностью перешёл под контроль шведов.

## Оккупационный период
Одоевский подписал с Делагарди договор «от имени Новгородского государства», по которому шведский король Карл IX признавался «покровителем России», а королевич Карл Филипп — «наследником российского престола». Приветствовалось присоединение к договору «Московского и Владимирского государств». До прибытия принца договор предусматривал передачу управления Делагарди и шведским чиновникам. Фактически, заключённое соглашение означало отрыв Новгородской земли от общего земского движения России.
В остальном договор повторял положения Тявзинского и Выборгского соглашений, сохранял старые порядки в управлении и судопроизводстве, гарантировал неприкосновенность православной веры и подчёркивал союз против Речи Посполитой. Шведское управление производилось по русским законам и дублировалось новгородской администрацией. Симпатии дворянства привлекались путём щедрых земельных пожалований от имени королевича. Новгородцы обязывались поддерживать шведов в их военных действиях.
После избрания на царство Михаила Романова в 1613 году и потери шведским королевичем шансов на московский престол позиция шведов по Новгороду ужесточилась. Управлявший Новгородом в 1614—1615 годах Эверт Горн проводил политику прямого подчинения Новгорода шведской короне. Лишь военные неудачи шведов, в частности при осаде Пскова 1615 года, настроили короля Густава II Адольфа на мирные переговоры.
Новгород вернулся под контроль Москвы по Столбовскому миру 1617 года. Одним из наиболее полных собраний документов новгородского делопроизводства во время шведской оккупации является Новгородский оккупационный архив, хранящийся в Государственном архиве Швеции в Стокгольме.